# شريف محمد رؤوف باشا
شريف محمد رؤوف باشا (بالتركية: Şerif Mehmed Rauf Paşa)‏‏ (ولدَ في 1838، إسطنبول - توفي في 1923) هو سياسي عثماني، تولى منصب والي سالونيك.

## مناصبه
تولى المناصب التالية:
- والي سالونيك (سبتمبر 1904–أغسطس 1908)
- ناظر الداخلية  [لغات أخرى]‏ (1921–1921)